# Jardines de Sabatini
Jardines de Sabatini är en park i Spanien.   Den ligger i provinsen Provincia de Madrid och regionen Madrid, i den centrala delen av landet, i huvudstaden Madrid. Jardines de Sabatini ligger 630 meter över havet.